# Этельберт II (король Восточной Англии)
Этельберт II (англ. Æthelberht II, умер 20 мая 794, Саттон Уолс, Херефордшир) — король Восточной Англии (779—794), предположительно сын Этельреда I. Общехристианский святой в лике мучеников.

## Биография
О жизни и правлении Этельберта II практически ничего не известно, поскольку многие восточноанглийские источники того периода не сохранились. Возможно, его правление началось в 779 году, поскольку данный год указан в житие неизвестного года и авторства, посвящённом святому, что жил намного позднее короля. Историк Джон Колдуэлл считает, что Этельберт начал править в совсем юном возрасте. При этом средневековые хронисты оставили весьма скудные и сомнительные описания его жизни, в которых отсутствует конкретика и детали. Согласно более позднему историку из XV века Ричарду Сайренчестерскому, Этельберт II был сыном короля Этельреда I и его супруги Леофраны, принцессы Мерсии. Ричард весьма подробно рассказывает историю о благочестивом короле, в частности о его избрании и мудром правлении. Одно время он хотел даже дать обет безбрачия, но поскольку ему как светскому правителю было необходимо обзавестись наследником, его уговорили жениться. Своей невестой Этельберт избрал Эдбурху, дочь Оффы Мерсийского. Несмотря на уговоры матери, предсказывавшей большие беды из-за этого брака, Этельберт отправился к Оффе в Виллу Аустралис для сватовства. Ни землетрясение, ни солнечное затмение, ни различные видения не остановили короля на пути к невесте.
Известно, что в годы своего правления Этельберт чеканил собственные монеты. В частности были найдены четыре пенни его периода. Две из них обнаружили в XVIII веке, одну — в начале XX века. Последнюю из них нашли в Тиволи, Италия, недалеко от Рима. Внешне она похожа на монету Оффы. На одной стороне отчеканено слово REX и изображение Ромула и Рема, сосущих молоко у матери-волчицы, на аверсе же — имя короля Этельберта и монетчика Лула, который, судя по гравировке на монетах, чеканил деньги и для Оффы и Кенвульфа из Мерсии. По предположению британского археолога Эндрю Хатчисона, использование на монете рунических надписей могло обозначать то, что в Англии того времени были сильны германские порядки и местные лидеры стремились «не забывать свои корни». Нумизмат Мэрион Арчибальд писала, что выпуск монет с легендарными основателями Рима было явной лестью, направленной на Апеннинских герцогов. По предположению учёной, будучи суб-королём Этельберт II хотел большей степени независимости, чем желал ему предоставить Оффа, поэтому и искал друзей далеко от дома.
Все эти монеты являются одними из немногих источников, современных Этельберту. В марте 2014 года исследователи при помощи металлоискателя обнаружили четвёртую монету. Нумизмат Рори Нейсмит пишет, что эти монеты могли выпускаться на протяжении нескольких лет в либо в период, когда вся Восточная Англия или её значительная часть отстаивали независимость от Оффы и Мерсии, либо по договорённости с ним о раздельной чеканке. Известно, что в дальнейшем Оффа запретил Этельреду, как и прочим суб-королям и своим вассалам чеканить собственные монеты. В том же 2014 году эту монету продали на аукционе за 78 тысяч фунтов стерлингов как «один из самых ценных нумизматических источников по ранней истории Англии».
В 793 году викинги разграбили монастырь в Линдисфарне, что означало уязвимость восточного побережья Англии для набегов варваров. Годом позже налётчики напали на Джарроу. По словам историка Стивена Планкета, это привело англичан к осознанию необходимости поиска «твёрдой руки» и грамотного руководства чтобы грамотно оборонять регион от возросшего количества опасностей. Этельберт выдвинул притязания на принадлежность к правящей династии Вуффингас, на что указывает использование римской волчицы и титула REX на его монетах. По предположению Планкета, это было связано как раз с участившимися налётами викингов.
Согласно Англосаксонской хронике, Этельберт был обезглавлен по приказу короля Мерсии Оффы в 794 году. Существует и более точная датировка этого события — 20 мая. Точные обстоятельства смерти остаются невыясненными, но известно, что так или иначе казнь произошла в королевском туне Саттон Уолс. Согласно средневековым источникам, короля схватили во время посещения невесты Эльфтриты, а затем убит и похоронен. В рассказе Ричарда Сайренчестерского, который не может быть подтверждён другими источниками (как, собственно, и опровергнут), злая королева Оффы Синетрит уговорила своего мужа убить гостя, которого затем связал и обезглавил некий Гримберт, а его тело утилизировали. В «Хронике» средневекового историка Джона Бромптона описывается, как оторванная голова короля упала с телеги в канаву, где её нашли простолюдины. Голова потом творила чудеса, в частности вернув зрение слепому. Эльфтрита же, согласно данному источнику, стала затворницей в Кроуленде, а её раскаявшийся отец основал несколько монастырей, передал своё состояние и личные земли церкви и отправился в паломничество в Рим. Сам Оффа же, согласно Англосаксонской хронике, скончался через два года после этих событий.
Казнь англосаксонского короля по приказу другого правителя была очень редким явлением, хотя преступников вешали и обезглавливали, как это было обнаружено во время раскопок некрополя Саттон-Ху. Смерть Этельберта II сделала возможность мирного сосуществования, а уж тем более союза между народами Англии, включая Мерсию, ещё менее вероятной, чем раньше.

## Память и наследие

### Почитание

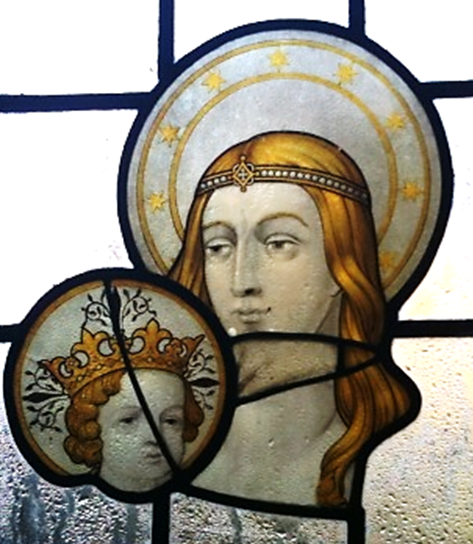
Святой Этельберт II (слева) и Иисус Христос в церкви имени короля в Олби, Норфолк

После смерти представители Английской цекви канонизировали Этельберта II. Среди написанных в Средние Века источников сохранилось несколько житий святоо короля, в частности авторства Гиральда Камбрийского и Осберта Клерского, написанные в XII веке, и Роджера Вендоверского и Матвея Парижского, написанные в следующем веке. Более поздние работы не имеют самостоятельной ценности в качестве источников новой информации, преимущественно повторяя всё уже известная или добавляя совсем фантастические подробности.
Основной причиной появления культа Колдуэлл называет именно легенду о том, как Этельберт направился ко двору короля Мерсии чтобы добиться руки и сердца его дочери. Религиозные культы, направленные на почитание короля, существовали как в Восточной Англии, так и в Херефорде. В Суффолке ему посвятили несколько церквей, одну из которых упоминается в завещании епископа Лондонского и Хокснского Теодерия 951 года, что является возможным свидетельством существования религиозного культа, посвященного святому королю. При этом недалеко от места казни Этельберта находятся лишь три места, которые посвящены ему — Марден, Херефордский собор и Литтлдин. Остальные одиннадцать находятся в Норфолке или Суффолке. Историк Лоуренс Батлер утверждает, что столь необычная для Англии того времени картина расположения может быть объяснена существованием королевского культа в Восточной Англии, который был направлен на «возрождение христианства после датского переселения путём чествования политически „безопасного“ и телесно отдаленного местного правителя».

### Христианские постройки, посвящённые королю

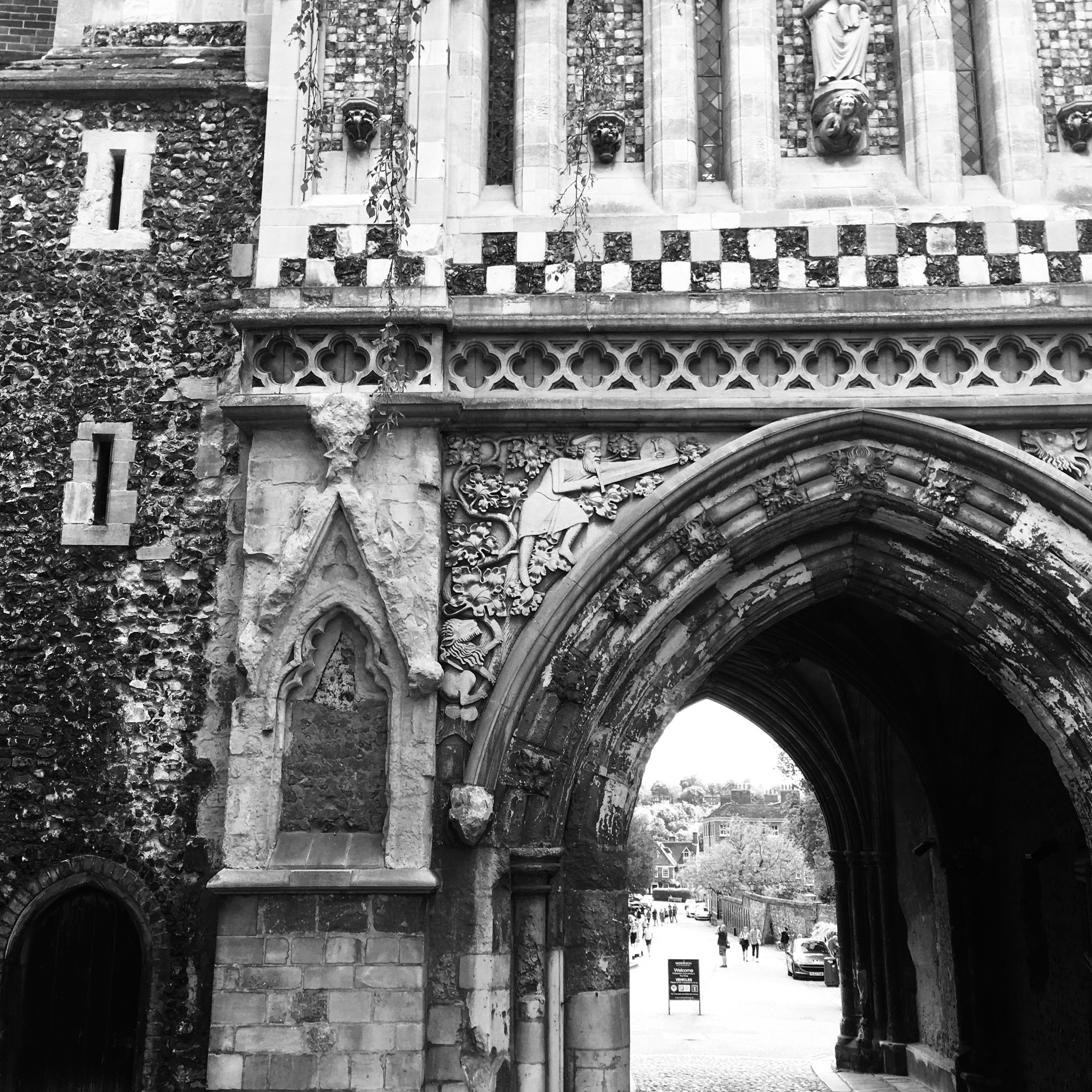
Часть ворот имени святого Этельберта в Нориджском соборе

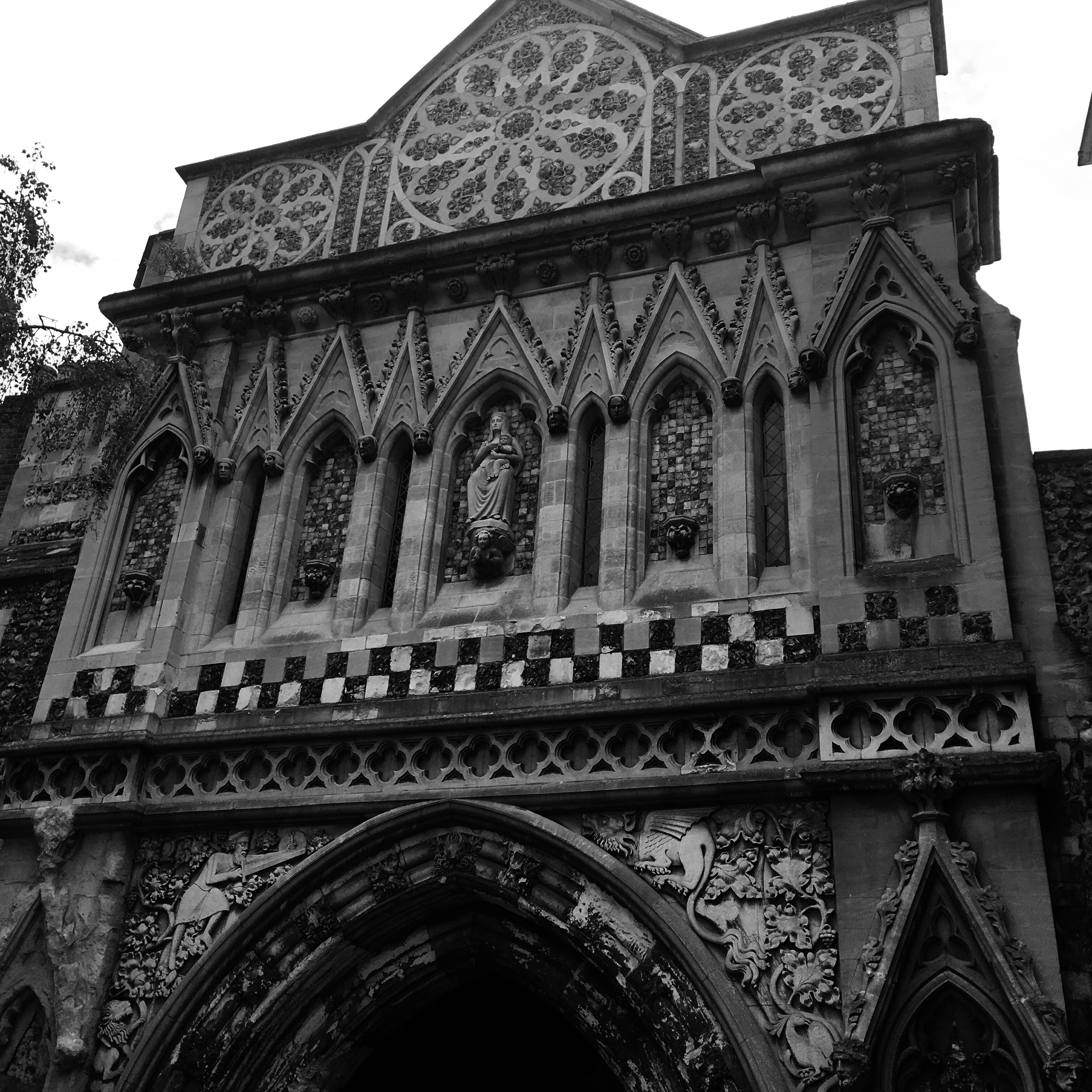
Верхняя часть ворот имени святого Этельберта в Нориджском соборе

Святой Этельберт в паре с пресвятой девой Марией Богородицей являются святыми покровителями Херефордского собора, где музыка для службы королю сохранилась в Херефордском нотированном бревиарии XIII века. Не известно, существовали ли другие источники, где была записана эта музыка.
Святому посвящены ворота, которые являются одним из главных входов в Нориджский собор. Кроме них Этельберту были посвящены часовня в Олбрайтстоуне, рядом с крупных англосаксонским кладбищем в Ипсуиче. В графстве Уилтшир располагается приходская церковь Англиканской церкви в Лакингтоне посвящена Святой Марии и Святому Этельберту. В Норфолке святому посвящены приходские церкви Англиканской церкви в Олби, Восточном Вретхеме, Ларлинге, Туртоне, Мундхеме и Бернхем-Саттоне (где сохранились остатки разрушенной церкви), а также церкви в Суффолкских Фолкенхеме, Хессете, Херрингсвелле и Таннингтоне. В соседнем Эссексе приходская церковь в Белчамп-Оттене посвящена святому Этельберту и всем святым. Ещё существует церковь в Стэнвее, которая изначально была англосаксонской часовней, которая посвящена святому Олбрайту. Религиоведы считают, что это другое имя Этельберта. В 1937 году имя святого Этельберта было добавлено к наименованию приходской церкви святого Георгия в Ист-Хэме, Эссекс (ныне Лондон), по указанию Херефордского собора, который финансировал восстановление церкви, ранее представлявшей собой временное деревянное строение.